# Combat d'hommes nus
 (novembre 2017).
Si vous disposez d'ouvrages ou d'articles de référence ou si vous connaissez des sites web de qualité traitant du thème abordé ici, merci de compléter l'article en donnant les références utiles à sa vérifiabilité et en les liant à la section « Notes et références ».
Combat d'hommes nus (ou Bataille de dix nus) est une gravure au burin, utilisant la technique du niellage, réalisée vers 1465–1475 par l'orfèvre et sculpteur florentin Antonio Pollaiuolo. Elle est considérée comme l'une des plus importantes et remarquables estampes de la Renaissance italienne.

## Description
Combat d'hommes nus représente dix athlètes nus, dont cinq hommes portant un bandeau dans les cheveux et cinq hommes sans, armés de glaive, hache, arc ou poignard, et combattant dans un décor luxuriant.
On ignore si Pollaiuolo s'est contenté de reprendre des schémas déjà existants ou s'il cherche à représenter des corps vraisemblables ou approximatifs à sa manière. Ses études contiennent des erreurs d'anatomie, mais dans certains cas, ces erreurs peuvent permettre aux artistes de donner une autre signification à leurs personnages, en modifiant les figures des personnages et la structure de leur corps. Ce n'est pas parce que des muscles sont représentés de façon très accentuée qu'ils sont pour autant placés correctement[réf. nécessaire].
L’œuvre de Pollaiuolo est narrative, les figures paraissent en mouvement et non figées. La représentation de ces dix hommes nus est toute en contraction, or ce n'est pas possible qu'un homme pose en pleine action avec la totalité de son corps en musculature extrême. Nous distinguons deux plans sur son œuvre : au premier plan, nous observons les dix hommes nus en pleine action qui paraissent éclairés de face ; en arrière-plan, nous observons la dense végétation du lieu où cette scène se déroule, qui elle est perçue beaucoup plus sombre par le spectateur, ce qui permet de mettre ces hommes en avant. De plus, nous distinguons deux arbres à chaque extrémité de l’œuvre, placés en arrière-plan. Tous deux sont enlacés par des branches de vignes. Tout cela donne l'impression que cette scène se passe sur une terre cultivée ou du moins cultivable. L'expression des visages de ces dix hommes parait colérique, animée par la rage.
C'est une gravure au burin, utilisant la technique du niellage et la datation est incertaine, mais les spécialistes s'accordent sur la période 1465-1475[réf. souhaitée].
La surface gravée, de 38,1 cm de haut sur 56,7 cm de large, est la plus grande réalisée au Quattrocento, et s'inscrit dans le goût de l'Italie du XVe siècle pour une science nouvelle : l'anatomie.
Depuis le XIIIe siècle, les autorités ont commencé à autoriser les dissections humaines. C'est une gravure sur cuivre au burin qui fait figure de véritable démonstration technique. Ici, les personnages représentés sous divers points de vue apparaissent comme « écorchés », leurs muscles sont saillants en pleine contraction, comme s'ils étaient dépourvus de peau et de graisse. Tous les muscles sont en contraction maximale ce qui ne peut pas être le cas lorsqu'un homme effectue une action, mais c'est une information que les anatomistes n'apprendront que plus tard. La brutalité des corps se prolonge dans la cruauté de la scène. C'est une scène d'action violente, guerrière, où l'on peut voir des hommes en train où sur le point de se massacrer.
Certains[Qui ?] disent d'Antonio Pollaiuolo qu'il est l'un des premiers artistes à avoir lui-même « écorché » des cadavres pour nourrir ses études et son œuvre.

### Signature
À gauche de l'estampe se trouve un cartel dans lequel figure l'inscription latine :

« • OPVS •
• ANTONII • POLLA
IOLI • FLORENT
TINI »

Il s'agit de la plus ancienne signature d'un graveur au sud des Alpes. En comparaison, les graveurs nordiques comme Israhel van Meckenem (c. 1440/1445 - 1503) ou Martin Schongauer (c. 1445/1450 - 1491) ont été plus tôt adeptes de la pratique.

## Contexte

### L'Anatomie au Quattrocento
À la fin du Moyen Âge, la figure de l'homme prend le pas sur toutes les autres préoccupations : il s'agit d'accorder à l'homme une nouvelle dimension, de lui offrir à nouveau un rôle actif dans la réalisation de lui-même. La question de l'anatomie prend donc une place prépondérante durant cette période du Quattrocento. La pratique de la dissection se généralise et devient le moyen principal de développer une approche scientifique précise sur le corps humain. Pollaiuolo fait partie des artistes du Quattrocento qui se fascinèrent pour la dissection et l’étude anatomique. La culture néoplatonicienne florentine insiste sur le mouvement, car l’âme y est fortement liée. Ainsi, le mouvement d’un corps traduit le mouvement d’origine, qui est celui de l’âme. L’œuvre de Pollaiuolo s’inscrit dans une tendance esthétique et artistique autour de la composition frénétique du mouvement, du motif de la vivacité que l’on retrouve chez Donatello, Ucello ou Pessellino[réf. nécessaire]. Le nu et la représentation humaine sont symptomatiques de la recherche du beau idéalisé propre à la Renaissance. L’être humain est au centre de la préoccupation et au centre de l’univers, et devient même un support de création. Combat d’Hommes nus par Pollaiuolo s’inscrit dans cette démarche expérimentale anatomique, avec comme prétexte l’utilisation d’un thème extrait du folklore mythologique. Cette gravure met en lumière toute la complexité musculaire des personnages, bien plus que l’identification historique des personnages ou de la scène.

### La gravure
En Italie, en particulier à l'apogée de la splendeur de la Renaissance, où l'art de l’orfèvrerie produit des objets d'une grande maîtrise, se répand l'usage d'une pratique appelée niellage. Le mot « nielle », qui vient du latin « nigellum », désigne une pâte noire et compacte que les artisans introduisent dans les creux d'un objet précieux sitôt après les avoir gravés. Cela en faisait ressortir les traits et permettait de voir si le dessin était réussi ou non. Ensuite, on nettoie la matière en trop et on polit l'objet. Le processus a donné naissance en Italie à l'art de l'estampe.[réf. nécessaire] Le nielle n'est plus retiré mais renversé. Le pas vers la pratique de l’estampe se concrétise par la formation de deux écoles : l'une qui privilégie l'utilisation de lignes très fines (« la manière fine »), et l'autre où les traits sont plus épais (« la manière large »). Le relief plus où moins accentué des figures et des objets est obtenu en alternant lignes épaisses et lignes fines : les hachures destinées à intensifier les ombres sont formées principalement de lignes droites parallèles, où en zigzag, rarement courbées.
Parmi les artistes de l'école dite « de manière large », on trouve Antonio Pollaiulo, l'un des plus grands graveurs italiens mais auteur d'une seule et unique estampe : Le Combat d'hommes nus. La technique adoptée par Pollaiuolo s'avère fortement imprégnée de l'art de l’orfèvrerie : longues lignes savamment dosées pour donner plus où moins de relief au figures, peu de clairs-obscurs, dimensions des figures très exagérées. La gravure fait partie de ces procédés d’impression qui permettent à des textes et à des œuvres illustrées de se diffuser à travers le monde, et à travers le temps. La diffusion du savoir s’inscrit dans une mouvance contrant l'obscurantisme ayant la volonté d’élever les savoirs pour tous. La connaissance doit être accessible, et l’impression est au service de sa propagation.

## Exemplaires conservés

### France
- Cabinet des estampes et des dessins de Strasbourg[2].
- Paris, BnF[4]
- Paris, Petit Palais